# Roxane Gabriel
Roxane Gabriel (ur. 5 sierpnia 1986 w Tuluzie) – francuska wioślarka.

## Osiągnięcia
- Mistrzostwa Świata Juniorów – Ateny 2003 – ósemka – 4. miejsce[1].
- Mistrzostwa Świata Juniorów – Banyoles 2004 – ósemka – 5. miejsce[1].
- Mistrzostwa Świata – Gifu 2005 – czwórka podwójna – 6. miejsce[1].
- Mistrzostwa Świata U-23 – Hazewinkel 2006 – dwójka podwójna – 6. miejsce[1].
- Mistrzostwa Świata U-23 – Glasgow 2007 – czwórka podwójna – 4. miejsce[1].
- Mistrzostwa Europy – Poznań 2007 – jedynka – 12. miejsce[1].